# Zygopetalum pedicellatum
Giai cầu mosen (danh pháp hai phần: Zygopetalum pedicellatum), hay giai cầu mạc sâm, là một loài lan bản địa của đông nam Brasil.

## Hình ảnh

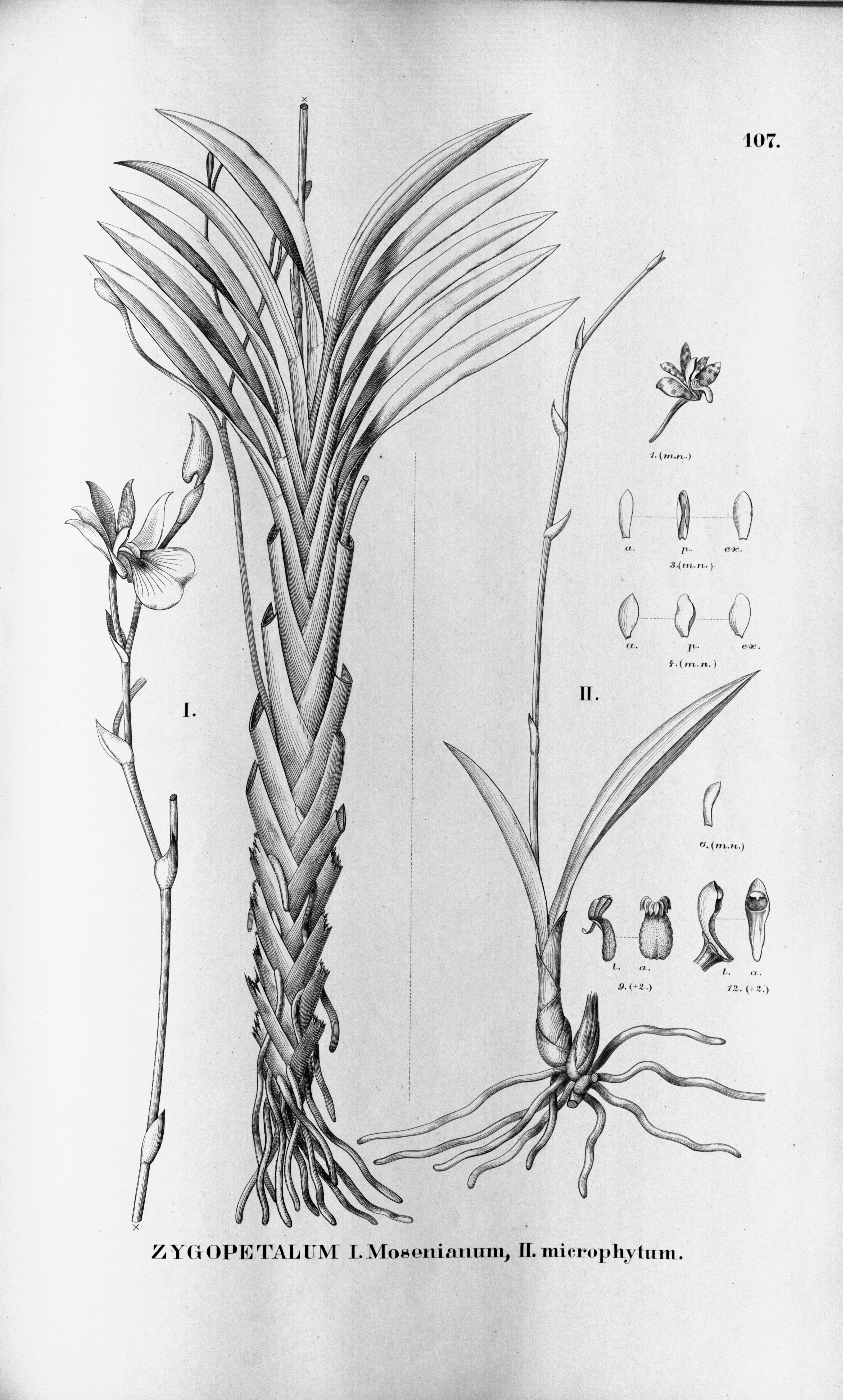